# Kasabian (album)
Kasabian – pierwszy album wydany w 2004 roku przez zespół Kasabian (oryginalnie nazwany Test Transmissions).

## Lista utworów
1. „Club Foot” – 3:34
2. „Processed Beats” – 3:08
3. „Reason Is Treason” – 4:35
4. „I.D.” – 4:47
5. „Orange” – 0:46
6. „L.S.F. (Lost Souls Forever)” – 3:17
7. „Running Battle” – 4:15
8. „Test Transmission” – 3:55
9. „Pinch Roller” – 1:13
10. „Cutt Off” – 4:38
11. „Butcher Blues” – 4:28
12. „Ovary Stripe” – 3:50
13. „U Boat” – 10:51